# Hüttenberg (Hesse)
Pour les articles homonymes, voir Hüttenberg.
Hüttenberg est une municipalité allemande située dans l'arrondissement de Lahn-Dill et dans le land de la Hesse. Elle se trouve à 6 km au sud-est de Wetzlar et à 10 km au sud de Giessen.

## Économie
Hüttenberg abrite quatre des six producteurs de Handkäse du centre de la Hesse.

## Jumelages
La commune de Hüttenberg est jumelée avec :
- Göstling an der Ybbs (Autriche) depuis le 4 août 1991
- Oberschönau (Allemagne) depuis 1992
- Crémieu (France) depuis le 22 mai 1993

## Source, notes et références
- (de) Cet article est partiellement ou en totalité issu de l’article de Wikipédia en allemand intitulé « Hüttenberg (Hessen) » (voir la liste des auteurs).

1. ↑  « Partnergemeinden / Partnerstädte » Site web de la commune de Hüttenberg, consulté le 29 mars 2017.